# Toczek (strumień)

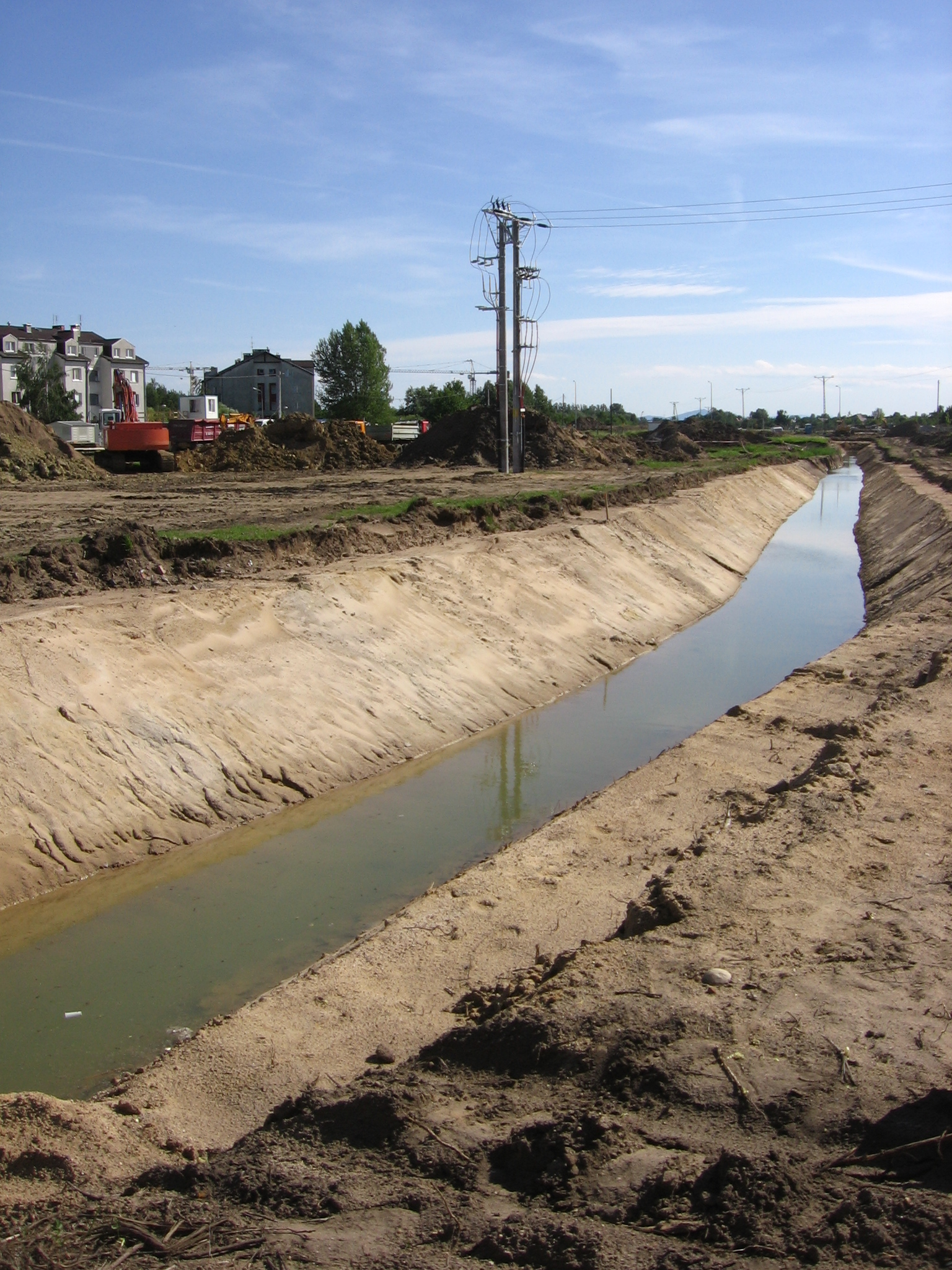
Fragment strumienia skanalizowany w rejonie budowy Autostradowej Obwodnicy Wrocławia

Toczek – strumień w północno-zachodniej części Wrocławia, w dzielnicy Fabryczna, lewostronny dopływ rzeki Ślęzy. Wypływa z obniżenia terenu w okolicy stawów – tzw. „glinianek” – w okolicy ul. Lotniczej i Warciańskiej. Stamtąd kieruje się na północ i po pokonaniu około 2 km wpada do Ślęzy w rejonie ulicy Rędzińskiej, na skraju Lasu Pilczyckiego pomiędzy Pilczycami a Maślicami Małymi.
Fragment wybudowanej w 2011 obwodnicy autostradowej Wrocławia (A8) pokrywał się z pierwotnym biegiem strumienia w związku z tym skanalizowano ten strumień i poprowadzono nieco inną trasą.